# Yacov Hodorov
Yacov Hodorov (hébreu : יעקב חודורוב) (né le 16 juin 1927 à Rishon LeZion, à l'époque en Palestine mandataire, aujourd'hui en Israël, et mort le 31 décembre 2006 à Jérusalem) est un joueur de football international israélien, qui évoluait au poste de gardien de but.

## Biographie

### Carrière en sélection
Avec l'équipe d'Israël, il joue 27 matchs (pour aucun but inscrit) entre 1949 et 1962. 
Il figure dans le groupe des sélectionnés lors des coupes d'Asie des nations de 1956 et de 1960, où son équipe atteint par deux fois la finale.
Il dispute 6 matchs comptant pour les éliminatoires de la coupe du monde, lors des éditions 1950, 1954, 1958 et 1962.

## Palmarès

### Palmarès en club
| Hapoël Tel-Aviv - Championnat d'Israël (1) : - Champion : 1956-57. - Coupe d'Israël (1) : - Vainqueur : 1959-60. |  | Hapoël Ramat Gan - Championnat d'Israël (1) : - Champion : 1963-64. |

### Palmarès en sélection
Israël
- Coupe d'Asie des nations :
  - Finaliste : 1956 et 1960.